# Aeropuerto Internacional de Nizhni Nóvgorod-Strigino
El Aeropuerto Internacional de Nizhni Nóvgorod-Strigino (del ruso: Международный аэропорт Нижний Новгород-Стригино) (IATA: GOJ, OACI: UWGG) es el aeropuerto internacional de la ciudad de Nizhny Novgorod, Rusia. Se encuentra a las afueras de la ciudad, en el distrito de Avtozavodsky, 14 km al suroeste del centro urbano. Strigino da servicio a aproximadamente 3 281 000 ciudadanos del óblast de Nizhni Nóvgorod.

## Servicio
El Aeropuerto de Strigino fue inaugurado oficialmente el 23 de julio de 1923 como un aeropuerto nacional, por lo que es uno de los aeropuertos más antiguos de Rusia. En 2013 pasaron por Strigino 917 424 pasajeros, un incremento del +22,8% del tráfico de pasajeros del aeropuerto de 2012. Nizhny Novgorod tiene un tráfico de 777 134 (+29,6%) pasajeros, según datos del 1 de septiembre de 2014. Strigino es uno de los 25 principales aeropuertos de mayor tráfico en Rusia. Su rápido aumento de la tasa de tráfico de pasajeros (≤ +20,0% anual) podría ponerle entre los diez aeropuertos de más tráfico en Rusia en 2020.

## Aerolíneas y destinos
| Aerolíneas                       | Destinos | Terminal |
| -------------------------------- | --- | -------- |
| Aeroflot                         | Moscú-Sheremetyevo | 1        |
| Aeroflot operado por Rossiya     | San Petersburgo | 1        |
| Air Armenia                      | Ereván | 2        |
| Ak Bars Aero                     | Moscú-Domodedovo, Kazán, Rostov del Don | 1        |
| Astra Airlines                   | Chárter temporal: Salónica | 2        |
| Azerbaijan Airlines              | Bakú | 2        |
| Dexter Air Taxi                  | Kirov, Penza | 1        |
| Finnair operado por Flybe Nordic | Helsinki | 2        |
| I-Fly                            | Chárter: Barcelona, Hurghada | 2        |
| Komiaviatrans                    | Syktyvkar | 1        |
| Lufthansa                        | Frankfurt | 2        |
| NordStar Airlines                | Belgorod, Norilsk | 1        |
| Nordwind Airlines                | Chárter temporal: Lamezia Terme, Palma de Mallorca, Rimini | 1        |
| Orenair                          | Chárter: Antalya, Barcelona, Dalaman, Heraklion, Hurghada, Monastir, Sharjah, Sharm el-Sheikh                                                                      | 1        |
| S7 Airlines                      | Moscú-Domodedovo | 1        |
| Transaero Airlines               | Chárter temporal: Barcelona, Hurghada, Lárnaca, Paphos | 2        |
| Ural Airlines                    | Cheliábinsk, Dubai, Dusambé, Khujand, Namangan, Praga, Tashkent, Ereván Temporal: Burgas, Podgorica, Simferopol, Varna Chárter: Antalya, Hurghada, Sharm el-Sheikh | 1        |
| UTair Aviation                   | Moscú-Vnukovo, Samara, San Petersburgo, Ekaterimburgo | 1        |

## Transporte público
Al aeropuerto se puede llegar en taxi, la línea 11 de autobús urbano desde la estación de Metro de Park Kultury, línea 29 de microbús (marshrutka) de la estación de metro de Park Kultury y línea 20 de autobús desde la estación de tren. La línea de tren Nizhny Novgorod - Arzamas pasa cerca del aeropuerto. En 2008 las autoridades estaban estudiando la viabilidad de la construcción de un ramal ferroviario en el aeropuerto, y una estación de tren allí, con el fin de que los trenes circulen desde allí a la estación principal de tren de Nizhny Novgorod.